# Redmine
Redmine（レッドマイン）はWebベースのプロジェクト管理ソフトウェアである。
課題管理、ガントチャート、リポジトリブラウザ、Wiki、フォーラムなど、プロジェクトの運営を支援するためのさまざまな機能を備えている。Ruby on Railsで開発されている。設計はTracに影響を受けている。
Redmineはプログラミング言語Ruby本体の開発を始めとして、さまざまな企業・団体やプロジェクトでの導入が報告されている。

## 機能
- WEBベースでの管理・設定が可能
- 複数プロジェクトを作成することができ、さらにそれぞれが複数サブプロジェクトを持つことが可能
- ロールベースの柔軟なアクセスコントロール
- 柔軟なバグ管理システム
- ガントチャート
- カレンダー
- ロードマップ
- ニュース
- 文書管理
- ファイル管理
- RSSフィード
- メール通知
- プロジェクトごとのwiki
- プロジェクトごとのフォーラム
- シンプルな工数管理機能
- 親子関係のあるチケット、経過時間、プロジェクト、ロールに対するカスタムフィールド、トラッカーに紐付くカスタムフィールド
- チケットのウォッチャー
- バージョン管理システムとの連携 (Subversion, CVS, Git, Mercurial, Bazaar, Darcs（英語版）)
- 複数ユーザー認証対応（通常認証、LDAP認証、OpenID認証）
- Gravatarによるアバター表示
- メール送信によるチケット登録
- REST API対応
- ユーザーは自分でアカウントを登録可能
- 多言語対応
- 複数データベース対応 (MySQL, PostgreSQL, SQLite)
- プラグイン[4]拡張
- テーマ選択[5]

## ユーザコミュニティ
Redmineは、熱心なユーザたちによる情報交換や助け合い、交流を行うユーザコミュニティ活動が活発なのが特徴である。
イベントや勉強会などを通して、企業の枠を超えたノウハウの共有、新規機能の提案、新参者へのサポートが行われている。
- REDMINE JAPAN
- Redmine Tokyo
- Redmine Osaka
- Redmine Free Salon
- Lychee Redmineユーザー会
- redmineエバンジェリストの会

## 拡張機能
フリーで提供される機能のほかに、有償による拡張機能が多く発売されている。
My Redmineファーエンドテクノロジー社によるクラウドサービス。同社では、Redmineに対して最新の未公開拡張機能を取り入れた独自拡張版である「Redmica」を開発しており、My RedmineはRedmicaをベースにしている。
Lychee Redmineアジャイルウェア社による拡張機能。カンバンによるアジャイル開発のサポートや、工数管理、チームリソース管理、アーンド・バリュー・マネジメントなどプロジェクトマネージャ向けの機能が多く拡張されている。
RedmineUPRedmineUP社による拡張プラグイン集。アジャイル開発、顧客管理、ヘルプデスクなど、16種類のプラグインを持ち、個別購入、バンドル購入が可能である。
Easy RedmineEasy Software社による拡張機能。モバイル向けのインタフェース、詳細なガントチャート、カレンダーなど10の基本機能に加え、リソース管理、アジャイル開発など各種プラグインを追加できる。
RedminePMiPhone, Androidで使えるRedmineクライアント
Planio独Planio GmbHが提供するRedmineベースのクラウド型プロジェクト管理サービス。世界98ヶ国1500社で使われている。アジャイルプロジェクト管理、ビデオ会議、チャットなどの機能を統合している。
AlphaNodes独AlphaNodes GmbHが提供するRedmineプラグインおよびホスティングサービス。Redmine Automation, DB, DevOps, HRM, Passwords, Reporting, Wiki Guideなどの機能がある。
eWeaverイーソルトリニティ社が提供するRedmineベースの組み込みソフトウェア開発プロセス支援ツール。成果物間のトレーサビリティ管理機能を持ち、機能安全規格への適合にも有効である。
RedmineTimePuncherRedminePower社による無料の工数入力アプリ。Teamsの通話履歴・ステータス、Outlookの予定・メール送信、Redmineの活動が１つの画面に表示されるので、その日の作業内容を一目で把握でき、手間なく正確に作業時間をチケットに入力することができる。

## テーマ
Redmineは、「テーマ」を設定することで、外観・インタフェースをカスタマイズできる。

下記のサイトでテーマが多数公開されている。
- Redmine Theme List (Official)
- REDMINE THEMES
- Redmine Themes (Softbless Solutions)

## 適用事例
近年、多数の企業からRedmineを使った業務改善の方法や事例が報告がされている。
JAXA
- 「CODAチケット管理システム」
- 「CODAの定義・運用の現在 -2020年版」

気象庁
- 「数値予報モデル開発のための基盤整備および開発管理」 数値予報課報告・別冊第 63 号(2017)
- 坂本圭, 辻野博之, 中野英之, 浦川昇吾, 山中吾郎「GitとRedmineを用いた気象研究所共用海洋モデル「MRI.COM」の開発管理」『海の研究』第27巻第5号、日本海洋学会、2018年、175-188頁、doi:10.5928/kaiyou.27.5_175、ISSN 0916-8362、NAID 130007481566。

日立製作所
- 「新しいITサービス開発への取り組み、DevOpsを目指して」  ソフトウェアプロセス改善カンファレンス2018
- 「大規模ならではのスクラム運営手法、「フィーチャー」単位にRedmineで管理」 日経xTECH 2020

Panasonic
- 「海外開発拠点におけるソフトウェアプロセスの確立」 SPIJapan2015
- 「複数部門にまたがったシステム・ソフトウェア開発プロセス改善の取り組み」 SPIJapan2016

島津製作所
- 「「効率・品質・統制」の共通課題に着目した現場主導によるITS導入事例」IPA先進的な設計・検証技術の適用事例報告書2016年度版

島津ビジネスシステム
- 「Redmineチューニングの実際と限界　-200万チケットでもサクサクなRedmineの作り方-」
- 「Redmine全文検索の実際 -1,000億文字を平均3秒以内に検索できる、サクサクなRedmine全文検索の作り方-」

東芝
- 「Redmine活用によるプロジェクトの見える化の実現」 IPA組込みソフトウェア開発 定量データ活用推進セミナー
- 「トレーサビリティを確保してソフトウェア開発を効率化するツール」 東芝レビュー73巻5号

AVCテクノロジー
- 「多様なプロジェクト管理の課題に対するツールの適用　～Redmine活用事例～」 第12回RxTStudy「ITS活用最前線～現場からの実践報告」

フューチャーアーキテクト
- 「Redmineチケットレコメンドシステム」 
ヘルプデスクの問い合わせ管理をRedmineで行い、問い合わせチケットの内容と類似した過去のチケットを自動検索する。

YAMAHA
- 「電子楽器の商品価値を高めたモデルベース開発フレームワーク」 IPAセミナー高信頼化技術の適用事例(2015)

中央コンピュータ株式会社
- 「Redmine適用の推進」 「RPA活用事例 (Redmineを操作)」

Wedding Park
- 「Redmineをしっかり活用してチーム運用改善したら、チーム力がグンと上がった話」

PLUGIN
- 「Redmineと無料BIツール(Googleデータポータル)を連携したプロジェクト管理事例」
Googleデータポータルと連携し、工数予実等プロジェクト情報をダッシュボードにきれいにまとめて一元管理している。

富士通
- 「IoTおもてなしクラウド 富士通の取り組みについて」 2016 TRON Symposium
- 「OpenAirInterfaceコミュニティにおける活動」  MPLS Japan 2017

フィデル・テクノロジーズ
- 「REDMINEによるレポート作成のための自動化BOT」

ハマゴムエイコム
- 「プロジェクト管理ツールを利用した生産工程管理システムの提案 ーオープンソースRedmineの機能活用ー」 開発工学 Vol39, No.1, 2019

その他
- 「新型コロナウィルス感染者情報（非公式）」 
新型コロナウィルス感染者情報をRedmineで管理する実験的サイト。